# Nicolae Mănescu
Nicolae Mănescu (n. 25 octombrie 1925, Rocșoreni, România – d. august 2020) a fost un inginer și om politic român.

## Biografie
S-a născut pe 25 octombrie 1925, în comuna Rocșoreni, județul Mehedinți, primul din cei 6 băieți ai unei familii de țărani înstăriți. Tatăl, moșii și strămoșii lui au luptat în războaiele din 1877, 1914-1918 și 1941-1945. Este căsătorit cu Maria, născută Papalicef, decedată în 2017 și a avut un fiu, Mircea, decedat in 2008 de o boala incurabila, căsătorit cu Elena, care la rândul lor au doi copii, Dragoș Mănescu, inginer constructor si Ioana Mănescu, specialist comunicare. 
A urmat cursurile școlii primare din sat și apoi ale Liceului „Traian” din Turnu Severin, unde s-a remarcat la materii științifice, în special la matematică. A participat la concursurile de rezolvare a problemelor din revista „Gazeta matematică”. În continuare a urmat cursurile Facultății de Construcții din Iași pe care le-a absolvit în 1949. În anul 1963 a obținut diploma de absolvire a cursurilor Facultății tehnico-economice București.
În timpul războiului a fost necesar să muncească din greu la munca câmpului, iar în perioada liceului a dat meditații la matematică. În vacanțele din timpul facultății, după stagiile de practică, a muncit pe șantiere ca topometru sau în echipe de constructori la trasări, verificări și măsurători de lucrări.

### Șantierul Salva-Vișeu (iunie 1949-februarie 1950)
Și-a început activitatea profesională pe Șantierul Național Salva-Vișeu unde a condus execuția lucrărilor de la depoul de locomotive Vișeu, atras și de faptul că remiza de locomotive era proiectată pe o soluție nouă, cu acoperișul din plăci subțiri autoportante de formă hiperbolică, soluție similară cu cea din proiectul său de diplomă. În componența sa, depoul de locomotivă avea remiză de locomotive, ateliere, placă turnantă etc. Aici a experimentat și a folosit cu succes un produs nou pentru hidroizolații de acoperiș pe bază de bitum și hidroxid de calciu, numit irazbit.

### ENERGO-CONSTRUCȚIA

#### Studii de teren pentru amplasarea CET  Paroșeni și Centrala Diesel Electrică Deva (martie- decembrie 1950)
Fostul director al Direcției de Lucrări Speciale CFR, Adalbert Gilbert, transferat la Energoconstrucția în funcția de director, l-a adus la această întreprindere, de la CFR, pe Mănescu Nicolae. Aici i-a fost încredințat postul de șef șantier pentru execuția lucrărilor de studii (pe 3 amplasamente) în V.Jiului pentru amplasarea unei centrale electrice. Genul de lucrări a fost: puțuri, foraje, galerii, tranșei etc. 
În continuare, sediul unității s-a mutat la Deva unde, la centrala electrică Diesel a executat lucrări de dezvoltare a capacității uzinei ca: supraînălțarea pe cricuri fără demontare, a acoperișului halei, demolarea prin pușcare a unui coș de fum și a unor fundații grele de mașini, lucrări de instalații.

#### Complexul de șantiere CET Comănești (ianuarie-iulie 1951)
După terminarea lucrărilor de la Deva a fost numit șeful complexului de șantiere CET Comănești, nou înființat. Ca la orice început, organizarea unității i-a dat multă bătaie de cap, cele mai dificile probleme fiind determinate de ocuparea amplasamentului șantierului și de asigurare personalului de specialitate. În luna iulie, când lucrările de organizare erau avansate, iar cele de bază începute, într-un mod discret a primit ordin, prin curier special de la minister, să predea șantierul, cu tot patrimoniul, Trustului Sovrom Construcții IV Iași. În 4 zile s-a reușit să retragă cca 80% din utilajele și mijloacele de transport și dirijate la alte șantiere la alte șantiere ale Întreprinderii Energoconstrucția.

#### Complexul de șantiere CET Paroșeni, etapa 3x50 MW (august 1951-august 1959)
De la Comănești a fost transferat la Complexul de șantiere CET Paroșeni, în funcția de inginer șef, concomitent ocupând și funcția de șef sector al obiectivelor principale: clădirea principală, camera de comandă, stații electrice, clădire administrativă etc. După retragerea de pe șantier de către întreprindere a șefului complexului, ing. M. Barbaș, i s-a încredințat lui N.Mănescu funcția de șef complex șantiere. La data aceea, CET Paroșeni era cea mai mare CET din țară. Lucrările de construcții erau variate și complexe. În afară de cele enumerate mai sus s-au executat 4 turnuri de răcire hiperbolice cu h= 50 m, ocș de fum de 120 m înălțime din prefabricate tip Monoyer (Franța), baraje, aducțiuni pentru apa de răcire, gospodărie de cărbune și hidrocarburi, căi ferate, strămutarea a 80 gospodării țărănești pe amplasamente cu acces dificil, sub munte și proprietari pretențioși etc. Începând cu anul 1957 activitatea grupului s-a extins în Oltenia cu 3 stații electrice- Rovinari, Bărbăteni, Țicleni, în Banat- Timișoara, Reșița, în Oradea- termocentrală și altele.
Inginerul N.icolae Mănescu a organizat execuția pe șantier a unor produse ți a aplicat tehnologii la elaborarea cărora a fost coautor sau autor: eliminarea eșafodajelor grele și înlocuirea acestora cu cofraje cățărătoare la turnurile de răcire (autor invenție), etanșarea pereților turnurilor de răcire cu un produs de tip celochit (coautor), producerea de prefabricate din b.a. cu întărire rapidă prin tratare cu aburi (autor), producerea de blocheți de zidărie din cenușă de termocentrală (autor, organizarea etanșării canalelor de aducțiune a apei de răcire prin torcretare (coautor), prepararea pe șantier a materialului de termoizolație a acoperișului numit penobeton (precursorul BCA-ului de astăzi (coautor ) etc. Când volumul lucrărilor din zonă s-a micșorat, activitatea complexului de la Paroșeni a fost dirijată spre CET Luduș.

### Trustul de construcții montaje energetice (TCME) (septembrie 1959-iunie 1962)
Datorită rezultatelor tehnico-economice deosebite obținute la Paroșeni, conducerea ministerului l-a transferat în cadrul TCME și cu scopul declarat de a întineri conducerea acestuia.
A fost numit la început șeful Serviciului Proiectare și Tehnică Nouă și apoi inginer șef. În acest post i s-au repartizat serviciile și întreprinderile din domeniul concepției, dezvoltării și mecanizării. A modernizat prin proiectare unele tehnologii, a centralizat și a mecanizat fabricarea betoanelor și prepararea agregatelor minerale pe șantierele de construcții, a transferat utilajele grele de la șantiere la Întreprinderea de Utilaj Greu etc. O realizare frumoasă a constituit-o proiectarea utilajelor tehnologice de centrifugare (tip Betoma RFG), a stâlpilor și grinzilor pentru liniile electrice aeriene (LEA) după un proiect obținut de el din URSS, pe căi mai puțin ortodoxe. A proiectat un atelier de producție stâlpi de b.a precomprimat cu întărire rapidă prin cofraje încălzitoare (coautor la o inovație).

### Întreprinderea Șantier de Construcții Instalații (ISCI)

#### CET Craiova (cca 1000 MW) (iulie 1962- ianuarie 1964)
Din anumite motive, organizarea și începerea execuției lucrărilor pe acest șantier erau întârziate față de termenele de livrare ale utilajelor și echipamentelor pentru primul grup contractate în Cehoslovacia. A fost numit director general al ISCI CET Craiova, post pe care l-a acceptat după ce i s-au promis asigurarea anumitor condiții de dotare cu utilaje, scule, autocamioane și de cazare (140 apartamente în Craiova) etc. care s-au și materializat.
Organizarea întreprinderii a început de la zero. Volumul lucrărilor ce trebuiau executate într-un timp scurt, era imens: clădirea centralei, gospodăria apei de răcire cu baraj și cu lac de acumulare, canal de aducțiunea apei de răcire, căi ferate, amenajarea teritoriului, 12 km de amenajare a albiei Jiului etc. Pentru a imprima un ritm alert de execuție în structura organizatorică a întreprinderii a introdus sectoare noi: de mecanizare,  cu ateliere de reparații și ing. șef în conducere, de asigurare a serviciilor social-culturale, de aprovizionare cu materiale (depozite, transport din depozite la punctele de lucru) de elaborare a unor tehnologii speciale. Scurtarea duratei de execuție a unor lucrări care nu se înscriau în termenele finale de execuție a fost posibilă prin conceperea unor tehnologii dintre care remarcăm: glisarea coșului de fum (inventator, coautor împreună cu ing.I.Dinescu), înlocuirea incintei de palplanșe metalice cu tranșee deschisă pentru execuția părții subterane a stației de descărcare a cărbunelui, săparea la uscat a terenului de fundație a coșului de fum prin epuizarea apelor subterane cu filtre aciculare, proiectarea pe șantier și execuția unui pod suspendat peste Jiu pentru scurtarea distanței de transport ușor la baraj. Punerea în funcțiune a primului grup a fost la 36 luni de la data de la data deschiderii șantierului (apreciată ca record).

### Întreprinderea hidrocentrale Porțile de Fier (beneficiar) (martie 1964-aprilie 1965)
Această întreprindere nou înființată a avut la început rolul de asigurare a condițiilor de realizare a investiției Sistemului hidroenergetic și de Navigație Porțile de Fier (SHEN) și de a respecta obligațiile reciproce cu beneficiarul iugoslav. În calitate de director general a organizat întreprinderea și în colaborare cu partenerul iugoslav a participat la elaborarea acordului și convențiile dintre Partea Română și Partea iugoslavă, la definitivarea proiectului comun la defalcarea între părți a lucrărilor etc.
Intern, a elaborat actele normative pentru realizarea lucrărilor ce reveneau Părții române: exproprieri pentru amplasarea nodului principal, a lacului de acumulare, strămutări gospodării țărănești, orașe (cca 16000 locuitori), cariere de piatră și balast, de organizare a execuției lucrărilor și de defalcare a sarcinilor pe ministere și organe locale, de asigurare a cerințelor social culturale a șantierului, de înființare a Comisiei interdepartamentale pentru Porțile de Fier. O acțiune de mare anvergură a constituit-o achiziționarea utilajelor și echipamentelor pentru nodul hidrotehnic în care au fost implicate peste 100 de furnizori din țară și din străinătate (3 grupuri și 3 turbine au fost importate din URSS). Pentru ca sovieticii să ofere livrarea acestor echipamente a fost necesar să li se arate că am contactat în acest scop și furnizori din țările capitaliste.

### Grupul de Șantiere Porțile de Fier (mai 1965- aprilie 1972)
În septembrie 1964 a avut loc inaugurarea începerii execuției lucrărilor de la SHEN, la care au participat conducerile celor două țări. Activitatea de execuție se începuse cu un mic șantier, în subordinea Trustului de Construcții Hidrotehnice (TCH). Era nevoie de o organizație puternică de C+M pentru realizarea acestui obiectiv, în condițiile de termene și de calitate convenite cu Partea iugoslavă. La acestea mai trebuie adăugat condițiile speciale impuse de lucru în apele Dunării în zona cataractelor. În această situație a fost investit în funcția de director general al grupului ing.N.Mănescu. În acest scop în colaborare cu conducerea TCH și a format un colectiv de conducere, cu specialiști experimentați în domeniu și și-a conceput o schemă a Grupului de șantiere cu multe noutăți organizatorice. Trei șantiere au fost degrevate de activitatea producției secundar industrială, mecanizare, transporturi, serviciile administrative și social culturale care toate au fost organizate în unități independente. Au fost studiate și aplicate tehnologii noi cu dotări corespunzătoare, cum au fost: execuția cu platforme plutitoare autoridicătoare a batardoului celular, a podului provizoriu (lung de 104 m și lat de 32 m), a pilelor portului, excavații în stâncă sub apă printr-o tehnologie proprie, betonarea barajului cu un complex original de utilaje, stație sortare agregate cu 7 sorturi etc.
Iată câteva repere care arată capacitatea de producție realizată de Porțile de Fier exprimate prin volumele de lucrări: 500 mii mc beton turnați în fiecare din anii 1969-1969, cu o producție maximă de 4000 mc beton/zi; 45 mii tone armături (1968) cu un ritm de 200 t/zi, inclusiv sudura în cochilie, 600 t/zi agregate sortate. În paralel grupul a executat și lucrările de la Complexul Hidro Cerna-Motru-Tismana.
Din nefericire au fost și câteva accidente: avarierea unei celule din batardoul la adăpostul căruia se executa barajul, scufundarea unui remorcher care trăgea un ceam cu material, când s-au înecat 4 marinari și o fetiță.
Ultimul grup a fost pus în funcțiune în noiembrie 1971. Grupul de șantiere și-a realizat în toți anii de activitate indicatorii de plan și a fost de 5 ori pe locul I pe țară în întrecerea dintre constructori.
Festivitatea de inaugurare oficială, la care au participat conducerile celor două state a avut loc la 17 mai 1972, dar la care Mănescu Nicolae nu a mai dorit să participe deoarece, în aprilie fusese „promovat” consilier al ministrului energiei electrice.
În perioada mai 1972 - martie 1973 a funcționat în cadrul Ministerului Energiei Electrice în calitate de consilier al ministrului și director. În perioada mai - septembrie 1973 a funcționat la CC al PCR unde, împreună cu un colectiv atras de profesori și specialiști s-a ocupat cu supervizarea proiectelor de investiții ce se supuneau conducerii partidului spre vizionare.

### Demnitar în serviciul statului (octombrie 1974-februarie 1990)
În această perioadă a fost numit în funcțiile de: ministru al energiei electrice (MEE)- oct.1974-febr.1977; vicepreședinte al Consiliului Național al Apelor (CNA)- martie- dec.1977; prim adj.al ministrului energiei electrice - iulie 1984-decembrie 1985; inspector general de stat al Inspectoratului General de Stat pentru Investiții- Construcții (IGSIC)- apr.1986- feb.1990. În primul trimestru al anului 1986 a fost directorul ISPE.
A muncit cu pasiune și a avut rezultate notabile în perioada cât a funcționat în MEE unde a gestionat cu succes producerea și livrarea energiei electrice, în condițiile unei crize cvasipermanente de combustibil (hidrocarburi) și a promovat un volum important de investiții pentru producerea și transportul energiei electrice și termice. Un loc special în activitatea sa l-a ocupat sectorul nuclear cu toată gama de probleme începând de la amplasament, până la utilaje și puneri în funcțiune. A blocat, amânând sine die, trecerea la funcționarea sistemului energetic unic al țărilor CAER, România fiind singura țară care s-a opus deschis presiunilor exercitate mai ales de sovietici.
A eficientizat sectorul de proiectare (ICPGA) din cadrul CNA și în mai puțin de 1 an a obținut aprobare pentru un volum de investitii în valoare de 12 miliarde lei față de 3,5 miliarde lei promovate în anul anterior.
La MCInd, în condițiile în care ministru plin era un primviceprimministru, a fost încărcat cu un volum important de sarcini și răspunderi atât în minister (direcția generală plan-dezvoltare, direcția tehnică etc) cât și de coordonare a subunităților- Centrala de mecanizare, 4 trusturi de construcții , 2 de montaj, antrepriza de lucrări în străinătate (ARCOM), Centrul de Organizare și Cibernetică în Construcții (COCC) etc. A preluat prin unitățile MCInd execuția unor lucrări la CNE Cernavodă.
La IGSIC, dintre cele 3 posturi din cadrul inspectoratului, 2 posturi au fost permanent vacante. Sarcinile și răspunderile inspectoratului erau complexe: expertizarea de oportunitate și tehnico-economică a investițiilor din România, organizarea și exercitarea controlului pe șantiere a calității lucrărilor de C+M, coordonarea și avizarea planurilor de cercetare și elaborării normelor și normativelor din construcții. De regulă, anchetele accidentelor tehnice din construcții erau conduse de N.Mănescu sau specialiști IGSIC. La UNIO Satu Mare s-a produs un accident unde acoperișul metalic al unei hale s-a prăbușit și a accidentat mortal 14 persoane. Comisia tehnică de anchetă a fost condusă de Nicolae Mănescu, care a refuzat cu diplomație să acuze persoane nevinovate, așa cum cereau unele persoane suspuse.
Nicolae Mănescu a pregătit în fază înaintată teza de doctorat (conducător științific prof. dr. ing. A. Diaconu) dar, după prezentarea lucrărilor și absolvirea examenelor respective, a renunțat. Cunoaștee limbile franceză și italiană.
În legătură cu activitatea sa, ing. N. Mănescu a publicat o serie de articole în „Revista Construcțiilor și Materialelor de construcții”, precum și în „Annales de l’Institut Tehnique” (Franța) și în reviste sovietice. Totodată a elaborat tehnologii cu caracter de noutate (aplicate de el însuși) pentru uzul constructorilor.
A participat la numeroase congrese științifice naționale și internaționale: Congresul marilor baraje ținut în Turcia (1967), Comisia Mondială a Energiei, unde a prezentat și comunicări, SELC (laboratoare în construcții) etc.
A fost invitat să viziteze șantiere mari hidromarine amplasate pe malul Oceanului Atlantic în Congo (Point Noir), Sahara Spaniolă sau de excavații submarine în Anglia.
A fost membru sau președinte în diverse organisme naționale și internaționale: Comisia mixtă româno-iugoslavă pentru SHEN Porțile de Fier, Comisia mixtă româno- bulgară pentru eficiența Hidrocentralei Turnu Măgurele, Comisia Interdepartamentală pentru Porțile de Fier etc.
A fost decorat cu diverse ordine românești (Ordinul Muncii clasa III-a, a II-a și I) și medalii române și străine („Steaua de aur cu colan a RSF Iugoslavia”) etc. Asociația Română a Antreprenorilor de Construcții i-a acordat diploma „Constructor al secolului XX”.